# ゴットハルド (小惑星)
ゴットハルド (1710 Gothard) は、小惑星帯の小惑星。
1941年、クリン・ジェルジュがブダペストのコンコリー天文台で発見した。

## 名称
ハンガリー人天文学者ゴットハルド・イェヌー（Gothard Jenõ, 1857年-1909年。ドイツ語名オイゲン・フォン・ゴットハルト (Eugen von Gothard)）に因む。ゴットハルドはM57環状星雲の中心星を発見した。
命名は1980年2月の小惑星回報（MPC 5183）で公表された。このとき同時に、ハンガリー人天文学者に因む (1538) デトレ、(1546) イジャークも命名されている。

## 註
1. ↑  MPC 5183（1980年2月1日）